# 北峰镇
北峰镇，是中华人民共和国河北省邯郸市大名县下辖的一个乡镇级行政单位。

## 行政区划
北峰镇下辖以下地区：
后北峰村、前北峰村、果子园村、宋营村、炉里村、刘庄村、前现城村、后现城村、秦洼村、司家庄村、各性固村、和固村、前从善楼村、后从善楼村、前东旺村、后东旺村、马程村、黄程村、刘程村、前夹河村、东夹河村和西夹河村。